# Othorene
Othorene — род чешуекрылых из семейства павлиноглазок и подсемейства Ceratocampinae.

## Систематика
В состав рода входят:
- Othorene cadmus (Herrich-Schäffer, 1854)
- Othorene purpurascens (Schaus, 1905) — Мексика
- Othorene verana Schaus, 1900 — от Мексики до Панамы, Гватемала